# Diodă Schottky

Simbolul diodei Schottky

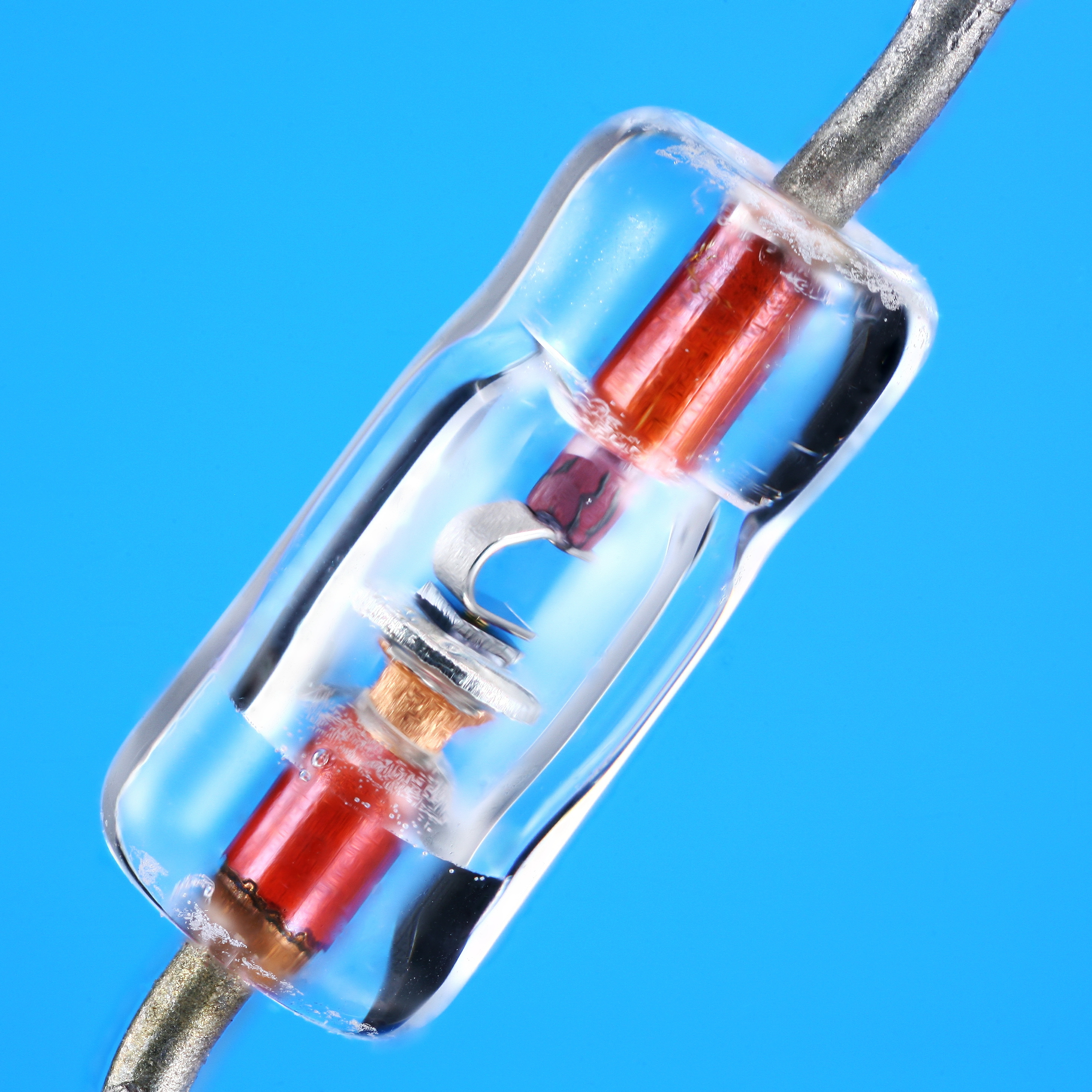
Diodă Schottky HP 5082-2800

## Istorie
Dioda Schottky (denumită după fizicianul german Walter Schottky) este o diodă formată dintr-o joncțiune metal-semiconductor, la fel ca și dioda cu contact punctiform. Dioda Schottky a fost construită pentru prima dată (sau cel puțin teoretizată) la un moment dat în cariera activă a lui Walter H. Schottky (1886–1976). 

## Construcție
Între un metal și un semiconductor se formează o joncțiune metal-semiconductor, creând o barieră Schottky (în loc de joncțiunea semiconductor-semiconductor ca în diodele convenționale). Diodele Schottky își datorează proprietățile faptului că purtătorii minoritari și recombinarea purtătorilor sunt neglijabile, conducția fiind asigurată exclusiv de purtătorii majoritari: electroni în cazul semiconductorului de tip N și goluri pentru P. Metalele tipice utilizate sunt molibdenul, platina, cromul sau wolframul și anumite siliciuri (de exemplu, siliciura de paladiu și siliciura de platină), în timp ce semiconductorul ar fi de obicei siliciu de tip n. Partea metalică acționează ca anod, iar semiconductorul de tip n acționează precum un catod al diodei; ceea ce produce urmatorul efect, curentul convențional poate curge din partea metalică în partea semiconductorului, dar nu în direcția opusă. Această barieră Schottky are ca rezultat atât comutarea foarte rapidă, cât și căderea scăzută a tensiunii directe, de numai 150–450 mV  față de aproximativ 600–700 mV, cât este în cazul unei diode cu joncțiune pn din siliciu.

Capacitatea acestei joncțiuni este foarte mică, ceea ce înseamnă că dioda poate lucra la frecvențe înalte.

## Utilizare
- Diodele Schottky de putere mai mare se utilizează în circuite de comutație, putând lucra la frecvențe de până la 1 MHz. O aplicație tipică pentru diodele Schottky de mică putere sunt circuitele de detecție și mixare de radiofrecvență, în care aceste diode funcționează până la frecvențe de 5 GHz.

Un exemplu de diodă Schottky este dioda 1N5817; 
- Joncțiuni Schottky se găsesc și în circuitele integrate din seria 7400 de circuite logice.[1]

Utilizarea diodelor Schottky crește viteza circuitelor TTL.
Familia de circuite integrate 74S, folosind dioda Schottky necesită mai multă putere decât seria clasică 74, dar este mai rapidă. 
Familia de circuite integrate 74LS este o versiune cu putere mai mică a familiei 74S, cu viteză puțin mai mare, dar cu disipare a puterii mai redusă decât familia originală 74; a devenit cea mai populară variantă odată ce a fost disponibilă pe scară largă. 
Seriile de circuite integrate TTL care folosesc diode Schottky:
- - 74S Schottky 5,5 V <5 ns Implementat folosind dioda Schottky.

Consum mare de curent. Niveluri logice TTL. Introdus în 1971. 
- - 74LS Low-Power Schottky 5,5 V ~30 ns ~40 mA

Aceeași tehnologie ca familia 74S, dar cu un consum mai mic de energie (2 mW) în detrimentul vitezei porții. Niveluri logice TTL.
- - 74AS Advanced Schottky 5,5 V 6 ns 32 mA

Aceeași tehnologie ca familia 74S, dar cu circuite „Miller Killer” pentru a accelera tranzițiile de la joasă la înaltă. Niveluri logice TTL.
- - 74ALS Advanced Low-Power Schottky 5,5 V 10 ns 24 mA

Aceeași tehnologie ca familia 74AS, dar cu un consum mai mic de energie în detrimentul vitezei porții. Niveluri logice TTL.